# Рихальська Олена Геральдівна
Олена Геральдівна Рихальська (нар. 17 листопада 1970, Миколаїв, УРСР, СРСР) — український психолог, кандидат психологічних наук, психотерапевт, викладачка та експертка у сфері корпоративної та сімейної психотерапії. 
Експертка у телевізійних проєктах: «Євробачення», «Дитяче Євробачення», «Міняю жінку», «Половинки», «Мама, я одружуся», «Говорить Україна», «Стосується кожного», «ТСН», «Кримінал», Велика тема, Стіна, Ранок з Україною, Сніданок з 1+1, Ранок на Інтері, Вікна СТБ.

## Життєпис
Олена Рихальська народилася 17 листопада 1970 року в Миколаєві. 1995 року закінчила факультет психології Дніпровського національного університету імені Олеся Гончара за фахом практична психологія: психолог, практик, викладач.
Із 1995 до 2000 року викладає у Дніпровському національному університеті імені Олеся Гончара на кафедрі «Організація і управління ЗМІ та реклами».
Із 1996 — практикуючий психолог.
- 1996 року отримала диплом Московського Інституту гештальту та психодрами.
- 1997 року отримала диплом Московського інституту психотерапії, НЛП (1997).
- 2001 року отримала диплом школи сучасної психотерапії Української Спілки психотерапевтів у напрямку групового психоаналізу[3].

Протягом 2003 року викладала курс «Організаційна поведінка», «Психологія реклами» (авторська методика) у програмі МВА Дніпровського Університету імені Альфреда Нобеля.
2004 року захистила кандидатську дисертацію «Психологічні особливості життєвої антиципації особистості» у Інституті соціальної та політичної психології НАПН України.
Одружена, має сина.

## Кар'єра
Із 1995 року займається приватною практикою та публікується в наукових і науково-популярних виданнях України, Росії, Азербайджану.
Із 1998 року почала проводити тренінги, семінари та майстер-класів в Україні, Росії, Молдові, Азербайджані, Ізраїлі, Туреччині, Німеччині. Провела понад 2000 майстер-класів, семінарів та Україні, Німеччині, Великій Британії, Туреччині, Росії, Молдові, Азербайджані, Ізраїлі.
Виступає в якості психологині-консультантки та експертки національних, міжнародних ТБ, шоу-проектів, кіноіндустрії, друкованих журналів та радіопрограм.
Громадська діячка, спікерка багатьох соціальних проектів.
У 2002—2013 працювала тренеркою у Школи Ресторанного і Готельного менеджменту «ПРОФІ».
Із 2013 року провідна тренерка жіночого фестивалю «Аніма» та школи жіночих тренерів «Аніма».
Із 2010 року — особистий психолог представників Азербайджану на пісенному конкурсі Євробачення. За цей час Азербайджану вдалося здобути 1, 2 та 4 місця у конкурсі.

## Експертна діяльність
Бере участь як психотерапевт та експерт у телепрограмах: Стосується кожного (Інтер), Говорить Україна (Україна), Абзац (Новий канал), Будь здоровий (Громадське), Про що мовчать жінки (СТБ), Велика тема, та ін.
Активно публікується у популярних виданнях в Україні та СНД, серед яких Единственная, Факты и комментарии, Фокус, Наталі, Твоє здоров'я, Viva!, SENSA, OSCAR, ORGANIC UA, Men's Health, Газета по-Київськи, Власть денег, Здоровье Плюс, Полина, Капитал, Ассамблея, Клатч, Мини та ін.

## Відзнаки
- Людина року 2019 — Спеціальна премія «За вагомий науковий та практичний внесок у розвиток вітчизняної психології»[7][8][9]
- Стала обличчя обкладинки журналів «Единственная» (травень 2019 року)[10] «Грушевського 5» (лютий 2019)[2] та «Наталі» (вересень 2019)[11]

## Публікації
Авторка понад 1300 статей в наукових та глянцевих журналах, а також книг: 
- Любов у житті жінки, шлях від розставання і самотності до зрілих стосунків[12]
- Як зустріти і зберегти справжню любов[13]
- Любить не любить: вибираю щастя[14]
- Співавтор підручника «Основи реклами», Науково-дослідний інститут ЗМІ, Київ, 1999.